# Tadeusz Stanisław Wróbel

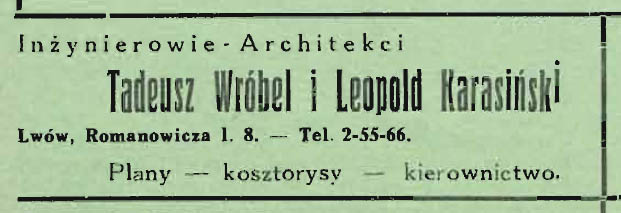
Reklama w Życiu Technicznym Nr. 7/8 z 1936

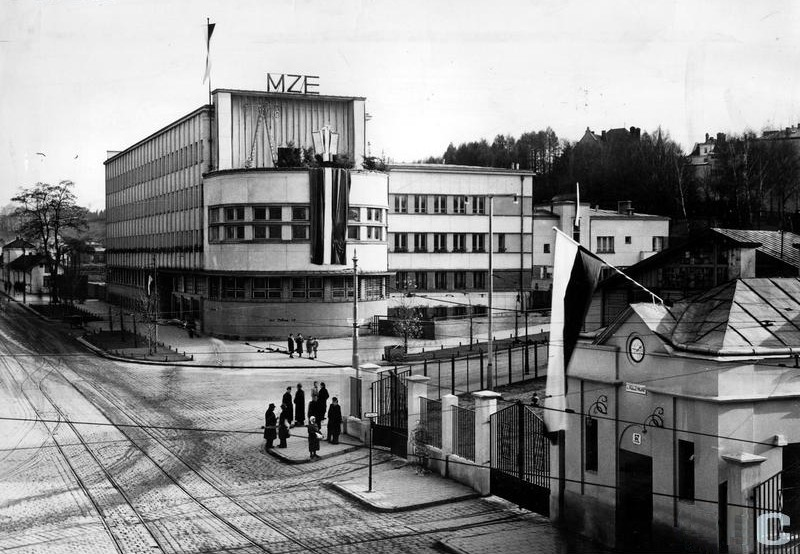
Budynek lwowskiego Miejskiego Zakładu Energetycznego przy ulicy Pełczyńskiej (obecnie ul. Dmytra Witowskiego 55) we Lwowie

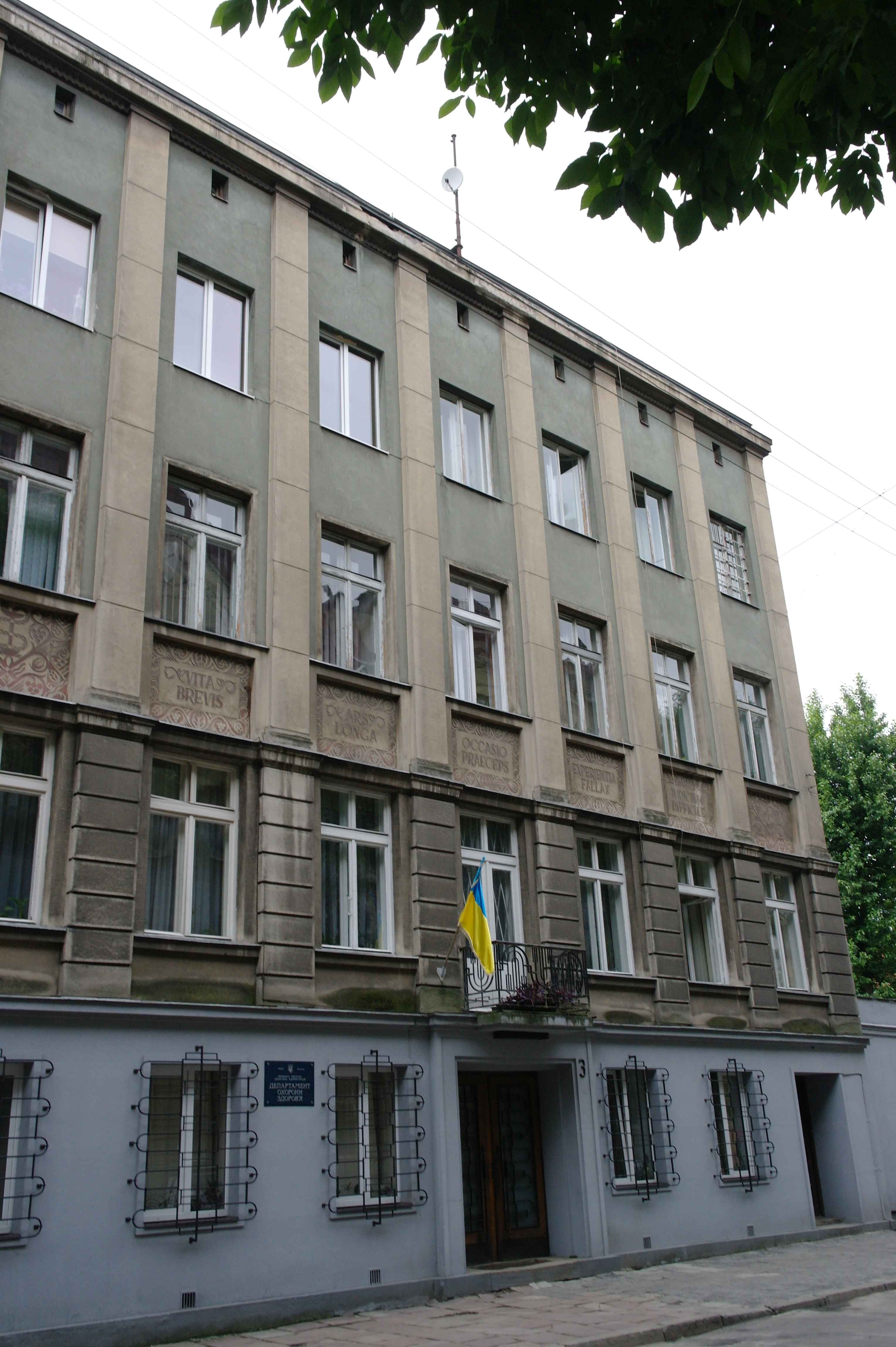
Budynek Głównej Izby Lekarskiej przy ulicy Marii Konopnickiej 3 we Lwowie

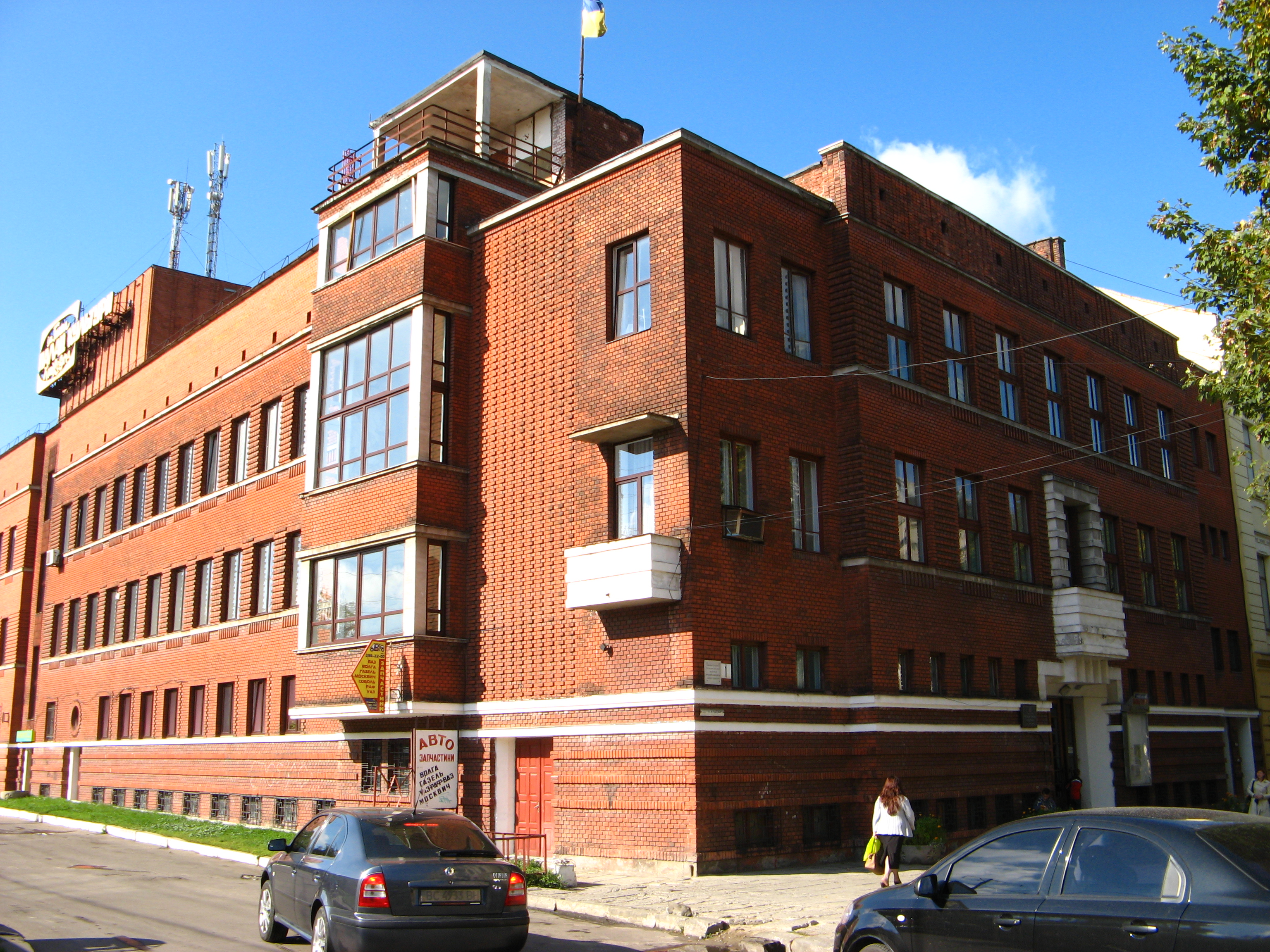
Dom Związku Pracowników Gminy Miasta Lwowa (obecnie Pałac Kultury im. Hetmana Chodkiewicza) przy ulicy Samuela Kuszewicza 1

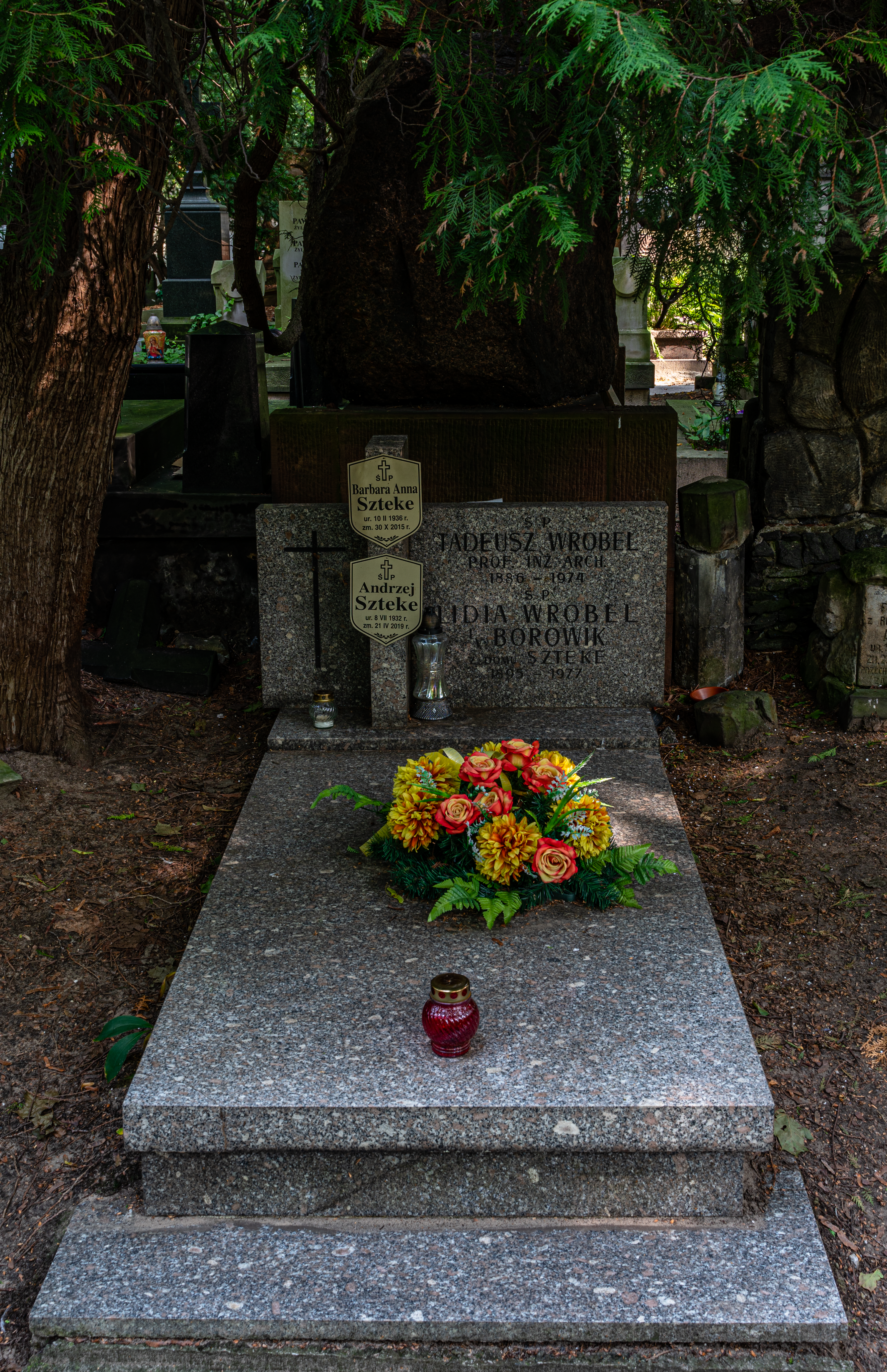
Grób Tadeusza Stanisława Wróbla na cmentarzu Powązkowskim

Tadeusz Stanisław Wróbel (ur. 13 maja 1886 w Sanoku, zm. 18 listopada 1974 we Wrocławiu) – polski architekt, urbanista.

## Życiorys
Urodził się w Sanoku, w rodzinie profesora tamtejszego c.k. gimnazjum, Walentego Wróbla. W 1898 ukończył w tej szkole II klasę, po czym wyjechał z Sanoka w związku z przeniesieniem ojca do C.K. IV Gimnazjum we Lwowie w czerwcu tego roku. W 1904 rozpoczął studia na Wydziale Budownictwa Politechniki Lwowskiej, ukończył je w 1910, a 17 lipca 1912 otrzymał dyplom architekta. Pomiędzy ukończeniem studiów a obroną dyplomu, praktykował w Biurze Budowlanym Wydziału Kolejowego. W latach 1913–1914 był wykładowcą Państwowej Szkoły Technicznej. Po wybuchu I wojny światowej zdążył zrealizować kilka projektów przed powołaniem do armii austro-węgierskiej. Służbę odbywał w stopniu porucznika ze specjalnością budownictwa w Wiedniu.
Po demobilizacji w latach 1920–1924 był asystentem przy katedrze budownictwa utylitarnego Wydziału Architektury Politechniki Lwowskiej. W latach 1924–1925 studiował urbanistykę w Paryżu. Po powrocie zajmował się głównie właśnie tą dziedziną. Po śmierci profesora Ignacego Drexlera przejął prowadzenie wykładów z urbanistyki. 4 listopada 1927, Wydział Koła Architektów Polskich, powołał Tadeusza Stanisława Wróbla w skład stałej Delegacji Architektów Polskich w Warszawie, a dwa lata później objął funkcję prezesa lwowskiego Koła Architektów Polskich. Należał przez wiele lat do Polskiego Towarzystwa Politechnicznego we Lwowie
W roku 1928 założył wraz z Leopoldem Marcinem Karasińskim własne biuro projektowe we Lwowie, gdzie zaprojektował wiele budynków mieszkalnych, także spółdzielczych oraz willi.
W latach 1939–1941 kierował Katedrą Budowy Miast w Lwowskim Instytucie Politechnicznym. Po wkroczeniu wojsk niemieckich pozostał bez pracy. Gdy zorganizowano tajne Wyższe Kursy Techniczne został zatrudniony jako wykładowca. Od 1944 był docentem w Lwowskim Instytucie Politechnicznym, a w październiku 1945 został wysiedlony do Wrocławia. Uczestniczył w tworzeniu wydziału budownictwa i architektury, gdzie został pierwszym jego dziekanem. W grudniu 1945 zorganizował na Politechnice Wrocławskiej Katedrę Budowy Miast i Osiedli i kierował nią do roku 1960. W 1948 uzyskał tytuł profesora nadzwyczajnego, po przejściu na emeryturę w 1966 skupił się na pisarstwie, powstała wówczas książką „Zarys historii budowy miast”.
Zmarł we Wrocławiu, został pochowany na cmentarzu Powązkowskim (kwatera 42-4-20).

## Dorobek architektoniczny
- Kamienica w stylu klasycznego modernizmu przy ulicy Aleksandra Fredry 2 u zbiegu ze Stefana Batorego we Lwowie, współautor Maksymilian Burstin, /1912/;
- Projekt konkursowy hotelu Bristol w Krakowie, nagroda I miejsce, współautorzy Bohdan Kelles-Krauze i Maksymilian Burstin, /1912/;
- Projekt konkursowy gmachu kasy oszczędności w Sanoku (dwie wersje), III nagroda, współautorzy Bohdan Kelles-Krauze i Maksymilian Burstin, /1912/;
- Kamienica w stylu art noveau z elementami klasycyzmu przy placu Trybunalskim (obecnie plac Stefana Jaworskiego 1) we Lwowie (plac Trybunalski, od 1933 Stanisława Jana Jabłonowskiego), /1913/;
- Pawilony szpitala chorób zakaźnych przy ulicy Piekarskiej 54-56 i św. Piotra (obecnie ul. Miecznikowa 14) we Lwowie, /1910-1914/;
- Główny pawilon Targów Wschodnich we Lwowie, w stylizowany na empire z ornamentem art déco, współautorzy Jan Bagieński, Bronisław Wiktor, Witold Błada, /1922/;
- Projekt gmachu Towarzystwa Historycznego we Lwowie (niezrealizowany) /1923/;
- Pawilon „Scarotti” w Parku Stryjskim we Lwowie, /1925/;
- Projekt Kasyna Miejskiego we Lwowie (niezrealizowany) /1925/;
- Ratusz w Rohatynie w stylu empire;
- Kamienica przy ulicy Gródeckiej 33 we Lwowie z elewacją w stylu art déco, /1923/;
- Projekt konkursowy kościoła w Rudniku nad Sanem, III miejsce /1922/;
- Projekt konkursowy seminarium nauczycielskiego w Pszczynie, II miejsce, wspólnie z Leopoldem Marcinem Karasińskim, /1925/;
- Projekt pensjonatu w Krynicy, współautor Leopold Marcin Karasiński, III miejsce /1926/;
- Gmach Państwowej Szkoły Rzemieślniczo-Przemysłowej i Dokształcającej Szkoły Przemysłowej w Poznaniu, współautor Leopold Marcin Karasiński, /1927/;
- Gmach szkoły powszechnej im. Mikołaja Reya w stylu konstruktywizmu (obecnie szkoła nr. 58), przy ul. Pełtewnej przy Placu Misjonarskim (obecnie prospekt Wiaczesława Czornowoła 6) we Lwowie, /1928-1929/;
- Projekt Domu Żołnierza Polskiego we Lwowie, współautor Leopold Marcin Karasiński (niezrealizowany), /1929, 1935/;
- Projekt budowy dzielnicy Nowy Lwów, współautor osiedla „Za Żelazną Wodą” ulica Własna Strzecha (obecnie ul. Panasa Myrnego), /1929/;
- Kamienice w stylu art déco przy ulicy Jana Tarnowskiego (obecnie ul. Myrona Tarnawskiego 36-38) we Lwowie, /1930/;
- Wnętrze kawiarni w stylu art déco w Hotelu George we Lwowie, /1930-1931/;
- Projekt zabudowy willowej Kolonii Profesorskiej we lwowskiej dzielnicy Krzywczyce, współautorzy Leopold Marcin Karasiński i Maksymilian Koczur, /1930/;
- Gmach szkolny przy ulicy św. Jacka (obecnie ul. Aleksandra Archipenki 28) przy Józefa Hauke-Bosaka (obecnie Tiutiunków 2) we Lwowie, fasada była ozdobiona rzeźbami panelowymi Kazimierza Piotrowicza w stylu sgraffito (niezachowane), /1930/;
- Dom Spółdzielczy Towarzystwa Urzędników i Nauczycieli we Lwowie przy ulicy św. Janka (obecnie ul. Aleksandra Archipenki 32) i ul. Jana Tarnowskiego (obecnie ul. Myrona Tarnawskiego 36), /1934–1936/;
- Willa Zygmunta Mleczka w stylu dworkowym przy ulicy Czesława Mączyńskiego (obecnie ul. Akademika Jefremowa 66) we Lwowie, /1934/;
- Budynek lwowskiego Miejskiego Zakładu Energetycznego w stylu funkcjonalizmu (obecnie komenda Okręgowa SBU) przy ulicy Pełczyńskiej (obecnie ul. Dmytra Witowskiego 55), współautor Leopold Marcin Karasiński, /1935-1936/;
- Budynek Głównej Izby Lekarskiej przy ulicy Marii Konopnickiej 3 we Lwowie, wspólnie z Leopoldem Marcinem Karasińskim, elewacje zdobione sgraffito z symbolem medycyny (kielich z wężem) i napisami w języku łacińskim, /1935–1937/;
- Projekt konkursowy budynków wydziału mechanicznego Politechniki Lwowskiej, wspólnie z Leopoldem Marcinem Karasińskim, Julianem Brzuchowskim i Witoldem Rakowskim, III miejsce (niezrealizowany), /1937/;
- Dom Związku Pracowników Gminy Miasta Lwowa, obecnie Pałac Kultury im. Hetmana Chodkiewicza przy ulicy Samuela Kuszewicza 1, wspólnie z Leopoldem Marcinem Karasińskim, /1933-1938/;
- Budynek dla lwowskich zakładów farmaceutycznych z apteką w stylu funkcjonalizmu przy ulicy gen. Józefa Dwernickiego (obecnie ul. Iłłariona Święcickiego 5) we Lwowie /1939/;
- Niezrealizowany przed 1939 projekt budynku mieszkalnego we Lwowie przy ulicy Jagiellońska (obecnie ul. Wołodymira Hanatiuka 3).

## Publikacje
- „Zarys urbanistyki” Wrocław 1952;
- „Wrocław średniowieczny jako zabytek urbanistyczny”, w: „Architektura” nr. 11-12/1954 s. 21-25, 27-28;
- „Zarys historii budowy miast” 1971.

## Odznaczenia
- Krzyż Kawalerski Orderu Odrodzenia Polski;
- Odznaka „Budowniczy Wrocławia”.